# Symphonie no 5 de Henze
Pour les articles homonymes, voir Symphonie no 5.
La Symphonie no 5 est la cinquième des dix symphonies du compositeur allemand Hans Werner Henze. Composée en 1962, elle fut créée le 18 mai 1963 par l'Orchestre philharmonique de New York dirigé par Leonard Bernstein, son dédicataire.
Elle a été écrite sept ans après la quatrième symphonie du compositeur et sept ans avant la sixième.
Henze a dirigé lui-même un enregistrement de l'œuvre avec l’Orchestre philharmonique de Berlin en 1965.

## Analyse de l'œuvre
La symphonie comprend trois mouvements : 
1. Movimentato ;
2. Adagio ;
3. Moto perpetuo.

La durée d'exécution est d'environ vingt minutes.
Le premier mouvement reprend un thème de son opéra Elegy for young Lovers.

## Instrumentation
La symphonie est écrite pour un piccolo, trois flûtes (dont une flûte grave), deux hautbois, deux cors anglais, quatre cors, quatre trompettes, quatre trombones, des timbales, deux harpes, deux pianos et les cordes.

## Liens
- Ressource relative à la musique :   - MusicBrainz (œuvres)
- Notices d'autorité :   - VIAF
  - BnF (données)
  - LCCN
  - Israël
  - WorldCat